# Червоно-синій стілець
«Черво́но-си́ній стіле́ць» (нід. Rood-blauwe stoel) — твір нідерландського архітектора і дизайнера Герріта Рітвельда. Стілець був сконструйований у 1918 році, тобто приблизно в той час, коли митець увійшов до складу арт-групи «Стиль» (нід. De Stijl), і став одним з програмних творів для винайденого «стилістами» мистецького напрямку неопластицизм. У теперішній час «червоно-синій стілець» експонується в Музеї сучасного мистецтва в Нью-Йорку (США).
Червоно-синій стілець має всі елементи, які притаманні для творів митців-членів художньої групи «Стиль»: стандартна колірна палітра, геометричні фігури як основа композиції, поєднання яскраво виражених горизонтальних і вертикальних площин. Свою характерну колірну гаму стілець набув у 1923 році, коли Рітвельд під впливом картин Піта Мондріана пофарбував його в «основні кольори»: червоне, жовте, синє і чорне.
Фотографія із творінням Рітвельда була опублікована у часописі групи «Стиль», згодом витвір дизайнера експонувався на виставках, організованих Баугаузом, і мав великий успіх.
Рітвельд відкинув усталену думку, що предмети меблів мають бути м'якими, щоб ніби поглинати того, хто ними користується. За словами мистецтвознавця Пола Овері, одна з функцій стільців, створених Рітвельдом, не давати людині розслабитися, змусити її завжди бути насторожі.